# Campeonato Asiático de Balonmano Femenino de 2022
El Campeonato Asiático de Balonmano Femenino de 2022 es la 19.ª edición del Campeonato Asiático de Balonmano Femenino, que tiene lugar en Incheon, Corea del Sur del 24 de noviembre de 2022 al 4 de diciembre del mismo año. Sirvió de clasificación para el Campeonato Mundial de Balonmano Femenino de 2023.

## Fase de grupos
El sorteo de los grupos se realizó en Baréin el 27 de agosto de 2022.

### Grupo A
| Equipo        | J | G | E | P | GF  | GC  | DG   | PTS |
| ------------- | - | - | - | - | --- | --- | ---- | --- |
| Corea del Sur | 4 | 4 | 0 | 0 | 168 | 49  | +119 | 8   |
| Irán          | 4 | 3 | 0 | 1 | 132 | 123 | +9   | 6   |
| India         | 4 | 2 | 0 | 2 | 113 | 133 | -20  | 4   |
| Uzbekistán    | 4 | 1 | 0 | 3 | 111 | 130 | -19  | 2   |
| Australia     | 4 | 0 | 0 | 4 | 80  | 169 | -89  | 0   |

- Resultados

| Fecha | Hora  | Partido       | Partido | Partido       | Resultado |
| ----- | ----- | ------------- | ------- | ------------- | --------- |
| 24.11 | 14:00 | India         | -       | Irán          | 35-43     |
| 24.11 | 18:00 | Australia     | -       | Corea del Sur | 9-48      |
| 25.11 | 14:00 | Uzbekistán    | -       | Irán          | 32-35     |
| 25.11 | 18:00 | India         | -       | Corea del Sur | 8-38      |
| 27.11 | 12:00 | India         | -       | Uzbekistán    | 28-22     |
| 27.11 | 14:00 | Irán          | -       | Australia     | 43-15     |
| 28.11 | 12:00 | Australia     | -       | India         | 30-42     |
| 28.11 | 18:00 | Uzbekistán    | -       | Corea del Sur | 21-41     |
| 30.11 | 14:00 | Australia     | -       | Uzbekistán    | 26-36     |
| 30.11 | 18:00 | Corea del Sur | -       | Irán          | 41-11     |

### Grupo B
| Equipo     | J | G | E | P | GF  | GC  | DG  | PTS |
| ---------- | - | - | - | - | --- | --- | --- | --- |
| Japón      | 4 | 4 | 0 | 0 | 148 | 63  | +85 | 8   |
| China      | 4 | 3 | 0 | 1 | 126 | 89  | +37 | 6   |
| Kazajistán | 4 | 2 | 0 | 2 | 105 | 109 | -4  | 4   |
| Tailandia  | 4 | 1 | 0 | 3 | 70  | 130 | -60 | 2   |
| Hong Kong  | 4 | 0 | 0 | 4 | 72  | 130 | -58 | 0   |

- Resultados

| Fecha | Hora  | Partido    | Partido | Partido    | Resultado |
| ----- | ----- | ---------- | ------- | ---------- | --------- |
| 24.11 | 12:00 | China      | -       | Kazajistán | 28-26     |
| 24.11 | 16:00 | Tailandia  | -       | Japón      | 9-44      |
| 25.11 | 12:00 | Hong Kong  | -       | Kazajistán | 24-28     |
| 25.11 | 16:00 | China      | -       | Japón      | 26-29     |
| 27.11 | 16:00 | China      | -       | Hong Kong  | 36-21     |
| 27.11 | 18:00 | Kazajistán | -       | Tailandia  | 30-24     |
| 28.11 | 14:00 | Tailandia  | -       | China      | 13-36     |
| 28.11 | 16:00 | Hong Kong  | -       | Japón      | 7-42      |
| 30.11 | 12:00 | Tailandia  | -       | Hong Kong  | 24-20     |
| 30.11 | 16:00 | Japón      | -       | Kazajistán | 33-21     |

## Fase final
|  | Semifinales    | Semifinales   |                |    | Semifinales | Semifinales |
|  |                |               |                |    |             |             |
|  | 2 de diciembre |               |                |    |             |             |
|  |                |               |                |    |             |             |
|  | Japón          | 43            |                |    |             |             |
|  | Japón          | 43            | 4 de diciembre |    |             |             |
|  | Irán           | 19            |                |    |             |             |
|  | Irán           | 19            | Japón          | 29 |             |             |
|  | 2 de diciembre |               | Japón          | 29 |             |             |
|  |                | Corea del Sur | 34 (ET)        |    |             |             |
|  | Corea del Sur  | Corea del Sur | 34 (ET)        | 34 |             |             |
|  | Corea del Sur  |               |                | 34 |             |             |
|  | China          | 16            |                |    |             |             |
|  | China          | 16            | 3º Puesto      |    |             |             |
|  |                |               |                |    |             |             |
|  | 4 de diciembre |               |                |    |             |             |
|  |                |               |                |    |             |             |
|  | Irán           | 24            |                |    |             |             |
|  | Irán           | 24            |                |    |             |             |
|  | China          | 39            |                |    |             |             |

### Semifinales
- Resultados

| Fecha | Hora  | Partido       | Partido | Partido | Resultado |
| ----- | ----- | ------------- | ------- | ------- | --------- |
| 02.12 | 17:00 | Japón         | -       | Irán    | 43-19     |
| 02.12 | 19:00 | Corea del Sur | -       | China   | 34-16     |

### Tercer puesto
- Resultados

| Fecha | Hora  | Partido | Partido | Partido | Resultado |
| ----- | ----- | ------- | ------- | ------- | --------- |
| 04.12 | 14:00 | Irán    | -       | China   | 24-39     |

### Final
- Resultados

| Fecha | Hora  | Partido | Partido | Partido       | Resultado  |
| ----- | ----- | ------- | ------- | ------------- | ---------- |
| 04.12 | 16:00 | Japón   | -       | Corea del Sur | 29-34 (ET) |

| Bandera de Corea del Sur         |
| Campeón Corea del Sur 16º título |

## Medallero
| Corea del Sur | Japón | China |
| Gim Bo-Eun Jo Su-yeon Jung Ji-in Kang Eun-hye Kang Eun-seo Kang Kyung-min Kim So-ra Kim Yun-ji Lee Mig-yeong Oh Sa-ra Park Sae-young Ryu Eun-hee Seo A-ru Shin Eun-joo Song Hye-soo Song Ji-young Won Seon-pil | Atsuko Baba Ayame Okada Chikako Kasai Haruno Sasaki Hikaru Matsumoto Kaho Nakayama Kana Ozaki Mika Nagata Miyako Hatsumi Naho Saito Natsuki Aizawa Saki Hattori Shizuka Akiyama Sora Ishikawa Yumi Kitahara Yuki Yoshidome | Chan Liu Chang Lu Chenxi Song Haixia Zhang Hongyan Zhuang Jiao Sun Mengqing Jin Mengxue Zhou Tingting Zhang Wenna Qu Xiaoqing Li Xiuxiu Tian Xuedan Liu Yan Xin Yanqun Lin Yuting Liu |
| Kim Rasmussen (seleccionador) | Shigeo Kusumoto (seleccionador) | Nataliya Derepasko (seleccionador) |

## Estadísticas

### Clasificación general
| 1. Corea del Sur CM |
| 2. Japón CM         |
| 3. China CM         |
| 4. Irán CM          |
| 5. Kazajistán CM    |
| 6. India            |
| 7. Tailandia        |
| 8. Uzbekistán       |
| 9. Hong Kong        |
| 10. Australia       |

### Equipo ideal
- Mejor jugador del campeonato —MVP—: Natsuki Aizawa ( Japón).

| Posición          | Nombre             | País          |
| ----------------- | ------------------ | ------------- |
| Portero           | Lu Chang           | China         |
| Extremo derecho   | Song Ji-young      | Corea del Sur |
| Extremo izquierdo | Hadiseh Khorzoughi | Irán          |
| Pivote            | Mika Nagata        | Japón         |
| Central           | Song Hye-soo       | Corea del Sur |
| Lateral derecho   | Ryu Eun-hee        | Corea del Sur |
| Lateral izquierdo | Veronika Khardina  | Kazajistán    |